# Richard S. Crutchfield
Richard Stanley Crutchfield (* 20. Juni 1912 in Pittsburgh; † 19. Juli 1977 in Berkeley) war ein US-amerikanischer Psychologe, der zuletzt an der University of California, Berkeley wirkte.

## Leben
Er erwarb einen B.A. in Bauingenieurwesen am California Institute of Technology und promovierte in Psychologie (Ph.D.) an der University of California, Berkeley. Von 1938 bis 1939 war er wissenschaftlicher Mitarbeiter am Swarthmore College; hier arbeitete er mit Wolfgang Köhler zusammen. 1940 wurde er Dozent am Mount Holyoke College. Von 1940 bis 1946 bekleidete er verschiedene Forschungs- und Verwaltungsposten im US-Landwirtschaftsministerium, im United States Office of War Information und im United States Strategic Bombing Survey in Deutschland. In mehreren dieser Positionen trug er zur Entwicklung der Methodik von Meinungsumfragen bei. 1946 kehrte er an das Swarthmore College zurück, wo er später als Vorsitzender des Fachbereichs Psychologie tätig war. Nach mehreren Gastaufenthalten an der University of California, Berkeley, wurde er hier 1953 als Professor für Psychologie fest angestellt. Er gehörte zu dem ursprünglichen Team von Forschungspsychologen am Institute of Personality Assessment and Research (IPAR) in Berkeley und wurde 1970 dessen Direktor. Sein schwacher Gesundheitszustand zwang ihn 1973 zum Rücktritt von dieser Position. Er starb vier Jahre später beeinträchtigt durch seine Parkinson-Krankheit.

## Werk
In seinem ersten veröffentlichten Artikel von 1938, der auf seiner Doktorarbeit beruhte, plädierte er dafür, die Psychologie von Ein-Faktor-Experimenten, die damals als conditio sine qua non für wissenschaftliche Untersuchungen galten, auf Versuchspläne umzustellen, die auf mehrfaktoriellen Varianzanalysen basieren. Er verwies in dieser frühen Arbeit nicht nur auf die größere Wirtschaftlichkeit des Varianzanalysedesigns und seine breitere induktive Basis für die Verallgemeinerung von Ergebnissen hin, sondern auch auf seine Vorteile für theoretische Systeme.
Am Institute of Personality Assessment and Research beschäftigte er sich zunächst mit der Entwicklung und Anpassung von Wahrnehmungs- und kognitiven Aufgaben, die als Teil der dort entwickelten Persönlichkeitstestbatterie verwendet werden konnten. In den 1950er Jahren entwickelte er Methoden zur Untersuchung der Entscheidungsfindung unter den Bedingungen sozialer Interaktion und wechselte dann zu seinen Studien über Konformität. Mit Martin Covington, Lillian Davies und Robert Olton entwarf er später Selbstlernmaterialien und Methoden zur Förderung des produktiven Denkens bei Grundschülern.

## Ehrungen
- Medal of Freedom (1945) durch das US-Kriegsministerium
- 1953–1954: Präsident der American Psychological Association der Division 8 (Personality and Social)

## Privates
Er war mit einer Künstlerin verheiratet; aus der Ehe stammten die Kinder Paul und Lila, deren Namen in den Detektivgeschichten zur Förderung des produktiven Denkens verwendet wurden.

## Publikationen (Auswahl)
Monografien
- Mit David Krech: Kognitionspsychologie. Beltz Verlag, Weinheim 1985, ISBN 978-3-407-54674-6.
- Mit David Krech: Grundlagen der Psychologie (7. Aufl.).  Beltz Verlag, Weinheim 1976 (Orig.: Elements of psychology. 1958 eingeschränkte Vorschau).
- Mit David Krech; Egerton L. Ballachey: Individual in society: A textbook of social psychology. McGraw-Hill, New York 1962.
- Mit David Krech: Theories and Problems of Social Psychology. Mc Graw Hill, New York 1948.
- Mit David Krech; Norman Livson; Jerome Smith: Myriam Smith: Elements of Psychology. Knopf, New York 1974, ISBN 978-0-394-31768-7.

Zeitschriftenartikel
- Conformity and Character. In: American Psychologist, 1955, 10 (5), S. 191–198, abgerufen am 11. Juli 2025.